# The Techniques
The Techniques byla jamajská reggae skupina, aktivní v šedesátých letech. Skupinu založil Winston Riley v roce 1962, sestavu doplnili Slim Smith, Franklyn White a Frederick Waite. Skupinou prošlo několik dalších členů a následně se v roce 1969 rozpadla. V roce 1982 byla jednorázově obnovena.

## Diskografie
- Little Did You Know (1967)
- Unforgettable Days (1981)
- Classics (1982)
- Classics vol. 2 (1982)
- I'll Never Fall In Love (1983)
- Rock Steady Classics
- Run Come Celebrate (1993)
- Techniques in Dub (1997)
- Queen Majesty (2007)